# 律海佳人
律海佳人（英語：Fairly Legal）是美國USA Network電視台播出的一部電視劇，由Sarah Shahi、Michael Trucco、Baron Vaughn、Virginia Williams和Ryan Johnson等主演。電視劇于2011年1月20日首次播出。2012年1月，電視劇播出了第二季。首季觀眾達到458萬。

## 外部連結
- 官方网站
- Interview with Writer/Producer Michael Sardo （页面存档备份，存于） at Abnormal Use
- 互联网电影数据库（IMDb）上《律海佳人》的资料（英文）